# Neil Bartlett
Neil Bartlett (* 15. September 1932 in Newcastle-upon-Tyne, England; † 5. August 2008 in Walnut Creek, Kalifornien, USA) war ein britisch-US-amerikanischer Chemiker, der vor allem für seinen bahnbrechenden Durchbruch in der Edelgaschemie Bekanntheit erlangte.

## Biographie
Neil Bartlett wurde am 15. September 1932 in England geboren. Er fing früh an sich für Chemie zu interessieren und richtete sich schon als Kind im elterlichen Haus ein kleines Labor ein, in dem er mit Chemikalien aus dem örtlichen Kaufladen Experimente durchführte. Nach seinem Schulabschluss ging er auf die University of Durham, wo er 1954 bei Percy Lucock Robinson seinen Abschluss machte und 1958 den Doktorgrad erlangte. Im selben Jahr kam die Berufung von der University of British Columbia in Vancouver (Kanada), wo er letztlich Professor wurde. In der Zeit an dieser Universität gelang ihm der Durchbruch in der Edelgaschemie. 1966 wechselte er als Professor nach Princeton, wo er an den bekannten Bell Laboratorien forschte. 
Die Royal Society of Chemistry verlieh ihm 1962 die Corday-Morgan-Medaille. 1964 wurde er Sloan Research Fellow. Im Jahr 1969 wurde er zum Mitglied der Deutschen Akademie der Naturforscher Leopoldina gewählt, außerdem war er Mitglied der Royal Society (1973), der American Academy of Arts and Sciences (1977), der National Academy of Sciences (1979), der Académie des sciences (1989), der Royal Society of Canada (2001) und der Akademie der Wissenschaften zu Göttingen. 1998 wurde er zum auswärtigen Mitglied der Academia Europaea gewählt. Von 1969 bis zu seinem Ruhestand 1993 war Bartlett Professor für Chemie an der University of California in Berkeley. Er war jedoch noch bis 1999 am Lawrence Berkeley National Laboratory als Wissenschaftler tätig. Im Jahre 2000 erlangte er die US-amerikanische Staatsbürgerschaft. Neil Bartlett starb am 5. August 2008 an einem Aortenaneurysma.

## Forschung
Während seiner Zeit als Dozent an der University of British Columbia befasste sich Bartlett mit Edelgasen, die bisher als inert, also als nicht reaktiv galten. Im Zuge seiner Forschungen stellte Bartlett fest, dass sich Disauerstoff O2 durch Platinhexafluorid PtF6 leicht zum Dioxygenyl-Kation O2+ oxidieren lässt. Basierend auf der Erkenntnis, dass die erste Ionisierungsenergie von Xenon nahezu gleich der ersten Ionisierungsenergie vom Disauerstoff ist, nahm Bartlett an, dass sich auch Xenon durch Platinhexafluorid oxidieren lassen müsse. Im Versuch stellte sich diese Annahme als richtig heraus, jedoch entstand nicht, wie zuerst angenommen, Xe+ PtF6−, sondern ein Gemisch aus Fluoroxenyl-Verbindungen. Kurz nach diesem Durchbruch gelang dem deutschen Chemiker Rudolf Hoppe in Münster die Synthese von Xenondifluorid XeF2.